# Participation (politique)
Pour les articles homonymes, voir Participation.
La participation désigne les procédures, démarches ou tentatives faites pour donner un rôle aux individus dans la prise de décision affectant la communauté ou l'organisation dont ils font partie. La participation, représentant tout à la fois l’outil le plus basique et le plus complet de la démocratie participative, consisterait ainsi à prendre part.
Cette notion s'applique à de nombreux domaines variés :
- au niveau le plus général, ceux relevant de la gouvernance, de la démocratie participative, de la citoyenneté ou encore de l'écocitoyenneté ;
- à des niveaux plus restreints, ceux relevant de la gestion d'organisations, d'entreprises, d'associations ou de groupes de base.

## Participation au sens des sciences politiques
En sciences politiques, la participation est un terme général recouvrant les différents moyens par lesquels les citoyens peuvent contribuer aux décisions politiques.
Afin que la participation en toute connaissance de cause soit possible, un degré de transparence, par exemple la transparence radicale, est nécessaire, mais non suffisante.
La participation est recherchée principalement pour les décisions affectant certaines catégories de la population, particulièrement dans les domaines de l'urbanisme et des rénovations urbaines ou encore dans celui de la gestion des ressources (eau, paysage…) et de l'environnement.
La consultante américaine Sherry R. Arnstein a distingué en 1969 huit niveaux de participation des citoyens aux projets les concernant. Cette « échelle de la participation d'Arnstein » est toujours utilisée par des sociologues pour analyser la manière dont les pouvoirs publics informent les citoyens et leur permettent de participer aux prises de décision :
| Contrôle citoyen : une communauté locale gère de manière autonome un équipement ou un quartier.                                                          | Pouvoir effectif des citoyens         |
| Délégation de pouvoir : le pouvoir central délègue à la communauté locale le pouvoir de décider un programme et de le réaliser.                          | Pouvoir effectif des citoyens         |
| Partenariat : la prise de décision se fait au travers d'une négociation entre les pouvoirs publics et les citoyens                                       | Pouvoir effectif des citoyens         |
| Conciliation ou réassurrance : quelques habitants sont admis dans les organes de décision et peuvent avoir une influence sur la réalisation des projets. | Coopération symbolique ou "tokenisme" |
| Consultation : des enquêtes ou des réunions publiques permettent aux habitants d'exprimer leur opinion sur les changements prévus.                       | Coopération symbolique ou "tokenisme" |
| Information : les citoyens reçoivent une vraie information sur les projets en cours, mais ne peuvent donner leur avis.                                   |                                       |
| Thérapie : traitement annexe des problèmes rencontrés par les habitants, sans aborder les vrais enjeux                                                   | Non-participation                     |
| Manipulation : information biaisée utilisée pour « éduquer » les citoyens en leur donnant l'illusion qu'ils sont impliqués dans le processus.            | Non-participation                     |

Si Sherry R. Arnstein repère des exemples de participation à chacun de ces huit niveaux aux États-Unis, selon l'analyse de J. Donzelot et R. Epstein, la participation en France ne dépasserait pas le cadre de la « non-participation » et de l'« information » dans le cadre des rénovations urbaines. Toutefois, cette analyse ignore l'importance des expériences menées en France à la fin des années 1970 et au début des années 1980.

## Définitions des différents niveaux de participation

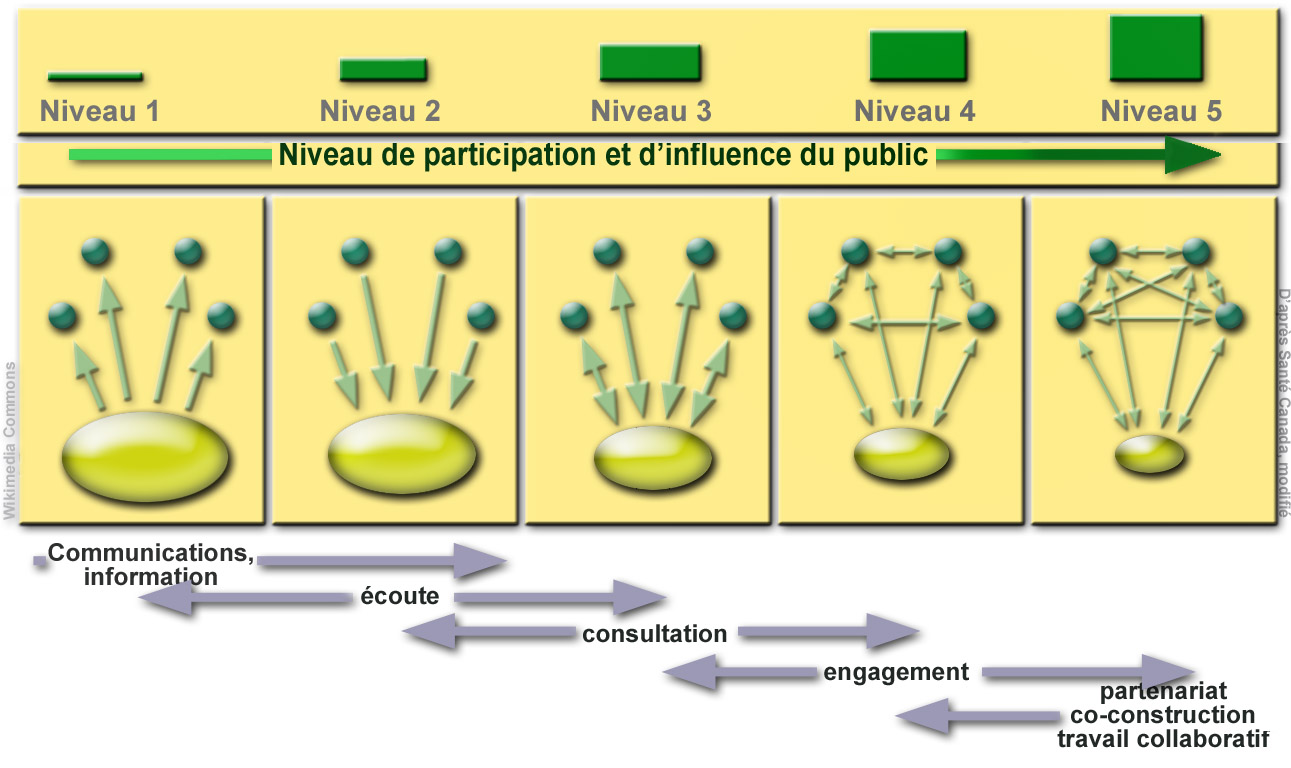
Graphique illustrant différents niveaux de « participation » du public et de « parties prenantes » (les individus ou groupes du public sont représentés par les petits ronds) à un projet porté par une collectivité ou autre maître d'ouvrage (ici représenté par la forme ovale). Les flèches représentent les interactions. La dimension temporelle n'est pas représentée ; la démarche peut être limitée dans le temps (temps de préparation et de réalisation d'une enquête publique par exemple) ou durable dans le temps (forum permanent, etc.)

La participation comporte des stades variés qui vont de l’information à l’évaluation en passant par des processus relevant de la concertation. Effectivement, si la démarche est initiée par des institutions, des groupements citoyens ou des associations, le niveau d’implication du public peut être profondément différent. L’approche bottom up, qui a pour caractéristique d’être activée par les citoyens - contrairement à l’approche top down, qui partira plutôt des institutions - aura tendance à intégrer les acteurs non-institutionnels de manière plus soutenue et jusqu’à un plus haut niveau de décision. Ainsi, « Les processus diffèrent selon qu’ils sont surtout portés par les mouvements sociaux et le monde associatif ou qu’ils sont initiés et essentiellement soutenus par les institutions ».
On reconnaît donc généralement plusieurs étapes à la participation :
1. L’information correspond à des communications de type unilatéral. Elle va permettre aux experts de présenter et d’expliquer les orientations d'un projet, les choix qui ont été faits et les décisions qui ont été prises[6].Cette forme de communication permet à la population concernée de prendre connaissance des changements qui vont la toucher, mais elle ne prévoit en aucun cas une phase d’échange. L’information reste toutefois « un préalable à toutes actions publiques »[7]. L’information du public peut prendre différentes formes telles que des courriers ou encore des réunions publiques pour ne citer que ces deux exemples.
2. La consultation permet d’atteindre un niveau supérieur de participation. Elle consiste à sonder l’avis des citoyens, quant à un projet particulier, et d'en tenir compte dans la prise de décision finale. Toutefois, selon John Thompson, la consultation est à différencier de la participation puisqu’elle « consiste uniquement à demander aux gens s’ils approuvent ou non ce qui a d’ores et déjà été choisi »[8]. De plus, la consultation, si elle est trop superficielle, peut s’avérer plus frustrante que productive pour les citoyens qui peuvent ne pas se sentir écoutés ou reconnus. En effet, comme celle-ci n’a pas pour objectif d’arriver à un consensus, beaucoup de voix seront finalement laissées de côté. Les enquêtes d’opinion sont très fréquemment utilisées dans le cas de la consultation, les outils mobilisables dans ce cas précis n'étant pas nombreux, même si nous pouvons aussi imaginer la mise en place de forums citoyens[9].
3. La concertation, par son fort niveau d’insertion du public, relève bel et bien de la participation. C’est ainsi que tout un processus se met en place, au cours duquel, à chaque étape, les citoyens auront la possibilité de donner leur avis. Enfin, là où la concertation va encore plus loin, c’est qu’en plus de donner leur avis, les citoyens seront invités à proposer de nouvelles idées. La concertation pousse donc à l’innovation par la construction collective, ou du moins par l’émergence de nouvelles représentations qui seront peut-être plus proches des réalités de l’environnement concerné, puisque proposées par ceux qui le pratiquent au quotidien. Le choix final revient tout de même à l’entité politique, gardant toujours le dernier mot: « la décision formelle incombant aux instances politiques traditionnelles et démocratiquement légitimées »[10]. Toutefois, lors de la mise en place du processus de concertation, si l'information est complexe, la sensibilisation/formation peut être nécessaire pour savoir et faire savoir. Ainsi, au cours de ce mécanisme, les citoyens ne sont généralement pas seuls. Ils seront accompagnés par les responsables de projet, les aménageurs, les experts et les politiques, à leur disposition pour les questions techniques - on peut notamment penser à tout ce qui relève de la faisabilité - mais aussi pour imposer des cadres. Effectivement, la concertation ne peut fonctionner que dans l’enceinte de cadres prédéfinis. Ce cadre peut être contraignant pour les participants mais paraît obligatoire pour une meilleure efficacité du processus. De nombreux outils sont utilisés afin qu’un tel mécanisme prenne forme. On peut notamment citer« l’atelier-débat, élément central du dispositif participatif qui consiste, très schématiquement, en une réunion publique de réflexion et de discussion collective »[11].
4. La codécision consiste, en ce sens, en une « participation directe à l’élaboration de la décision ou une gestion déléguée »[12]. Ainsi, la dernière étape, qui, dans le cas de la concertation restait réservée à l’élite politique, relèverait ici de la capacité conjointe du public et du politique. On peut notamment imaginer ce scénario avec la mise en place d’une votation. La codécision implique un mode de coélaboration (sur un mode plus ou moins collaboratif).
5. L'évaluation qui représenterait un ultime niveau de participation, permettrait aux participants de « faire le point sur l’effectivité »[13] de ce qui a été fait tout au long de ce processus. Cet ultime échelon autoriserait les individus à s’exprimer une dernière fois sur le processus qu’ils ont vécu, sans toutefois que leurs idées soient jugées ou hiérarchisées. L’évaluation apporte alors un double avantage puisqu’elle permet le diagnostic des participants, qui pourront ouvertement critiquer, que ce soit positivement ou négativement, le dispositif auquel ils ont pris part. Et, dans le même temps, cette démarche permet de donner une idée aux responsables de projet sur la perception des habitants ainsi que sur les améliorations qui peuvent être apportées. Par conséquent, la dimension non contraignante de l’évaluation pour les participants en fait très certainement « le moyen le plus démocratique pour intégrer de manière significative les habitants des quartiers concernés »[9].

La participation peut donc être plus ou moins collaborative selon les cas.

## Histoire de la participation
Alors que l’Europe est en train de sortir d’une période de forte croissance, communément appelée les Trente Glorieuses, un nouveau concept fait son apparition : la participation. C’est dans les années 1960 et « dans le double contexte des études et des luttes urbaines, répondant à la critique des modes de production de l’environnement bâti ainsi que de leurs effets » que l’idée de participation émerge. L'idée est chère au général de Gaulle qui, par une ordonnance de 1967, met en place la « participation des salariés aux fruits de l'expansion des entreprises ». C’est dans une Europe en pleine rébellion - on pense notamment aux événements « quasi insurrectionnels de 1968 » - que cette notion se développe et prend de l’importance. Cette forte demande de participation émanant de la société civile, et notamment de mouvements sociaux, peut être interprétée comme un besoin de prendre la parole, de s’exprimer, de dénoncer un Pouvoir pas toujours réceptif aux revendications de la population ainsi que certaines « carences des sociétés modernes ». En effet, on remarque peu à peu que la démocratie représentative n’est pas toujours apte à résoudre les crises que peut subir la société. D’ailleurs, des catastrophes - qu’elles soient naturelles, économiques ou politiques - ne vont cesser de secouer les collectivités de cette époque. On peut notamment citer en exemple la crise pétrolière de 1973 – qui, en réalité se rapprochait plus d’une crise mondiale complexe. Or, à chaque fois, les premiers à en subir les conséquences restent les peuples, c’est-à-dire ceux qui, au fond, n’ont pas vraiment eu leur mot à dire sur le déroulement des événements. C'est donc de cette situation de crise que naît la participation telle que nous la connaissons aujourd'hui.
Dans ce contexte, « Les années 1960-1970 ont d’abord été celles d’un certain “spontanéisme” de la participation ». Il faut dire que la science et le savoir expert gardaient, à ce moment, encore toute leur légitimité et leur primauté. Puis, les mobilisations se sont peu à peu faites de plus en plus radicales : « Le courant dominant dans les années 1970 s’inscrit dans une démarche conflictuelle avec les pouvoirs publics centraux ou locaux.". Les autorités vont alors devoir agir, le but étant « de reprendre le contrôle d’un mouvement grandissant de contestation ». Cette forte sollicitation des processus participatifs dans les années 1970 correspond à une réelle demande sociale qui naît dans un contexte de dégradation du cadre de vie. Malheureusement, ces différentes formes de contestation ne s’accompagnent pas de changements réels dans la société urbaine de l’époque. Toutefois, cette étape constitue tout de même une bonne amorce au développement de la démocratie participative : « on assiste alors à une phase d’apprentissage culturel d’un difficile travail en commun entre des acteurs appartenant à des univers sociaux très différents ». Les pratiques politiques se modifient donc lentement dans les pays européens.
Dans les années 1980, on s'oriente plutôt vers une officialisation de ces processus de participation. Ainsi, « les pouvoirs publics vont s’employer à formaliser, à institutionnaliser et à promouvoir une véritable ingénierie de la participation des usagers, y compris pour des projets importants qui requièrent des compétences techniques spécialisées ».
Au niveau suisse, on peut noter à cette époque l'intégration de la notion de participation dans la loi fédérale de l'aménagement du territoire de 1979 (LAT). En effet, l'article 4 et ses trois alinéas évoquent clairement l'obligation des autorités responsables de l'aménagement du territoire de permettre une participation minimum de la population concernée, celle-ci passant au moins par une mise à disposition et une diffusion de l'information sur les nouveaux projets.
En 1992, le Sommet de la terre de Rio de Janeiro, avec son dixième principe de la Déclaration sur l'environnement et le développement produite dans le cadre de cette conférence mondiale, affirme encore une fois la nécessité de la participation du public aux prises de décisions, en particulier pour les questions environnementales. La mise à disposition de l'information au public est là aussi une des conditions minimales pour que le processus appliqué soit considéré comme participatif. C'est aussi lors de cette Conférence à Rio de Janeiro qu'est né le concept d'Agenda 21, aujourd'hui appliqué dans les villes et communes du monde entier, et dans lequel l'idée de participation du public est une composante principale.
En 1998, la Convention d’Aarhus vient encore renforcer la législation concernant la participation et son application. En effet, cette convention, signée par 39 États, « s’intéresse à l’action du citoyen influant sur la réalisation du développement durable ». Même si elle ne propose pas de définition claire de la participation, elle « présente l’immense mérite d’introduire une réflexion en profondeur sur les mécanismes, les enjeux et les dispositifs de la participation ».
En France, ce principe n'est intégré aux grands textes, notamment environnementaux, que plus tard, dans les années 2000. Il est notamment rappelé par la Charte de l'environnement de 2005, qui est adossée à la Constitution ; son article 7 stipule que « Toute personne a le droit, dans les conditions et les limites définies par la loi, d'accéder aux informations relatives à l'environnement détenues par les autorités publiques et de participer à l'élaboration des décisions publiques ayant une incidence sur l'environnement ». Ces dispositions figurent donc au nombre des droits et libertés garanties par la Constitution « qu'il incombe au législateur et, dans le cadre défini par la loi, aux autorités administratives de déterminer, dans le respect des principes ainsi énoncés, les modalités de la mise en œuvre de ces dispositions » a précisé le conseil d'état.

## Participation par domaine

### Économie
Les méthodes participatives peuvent être appliquées à la gouvernance d'entreprise de la même façon qu'une association ou une collectivité. Ces entreprises sont souvent des coopératives comme les supermarchés coopératifs où les coopérateurs participent à une démarche participative de prise de décision. Dans les autres entreprises, il peut exister aussi un management participatif où les employés participent à la prise de décision. Il ne faut pas confondre "la participation" qui fait référence à une gouvernance ou un management participatif avec "la participation" qui est un mécanisme de redistribution des bénéfices aux salariés.

### Environnement
La participation est donc souvent évoquée dans le domaine de l'environnement (où des conventions internationales et directives européennes qui l'encouragent; telles la convention d'Aarhus et les directives qui la déclinent).

Comme avec la Déclaration sur l'environnement et le développement rédigée en 1992 lors du Sommet de la terre de Rio de Janeiro, la participation est souvent reconnue comme une des conditions à l'atteinte d'un développement durable ou soutenable.

#### Développement durable et participation: deux concepts qui se rejoignent
Le concept de participation fait donc son apparition en Occident en pleine période de crise socio-politique. Les populations revendiquaient alors de plus en plus fortement leurs droits, et, en premier lieu, leur droit à la parole et à se faire entendre. C’est donc dans ce contexte, de profond changement, qu’émerge la participation dans les années 1960-1970. Le concept de développement durable est lui aussi en train de prendre forme, même s’il reste très confiné aux milieux écologiques, les hommes politiques ne s’intéressant encore que très peu au sujet.
Dans les années 1990, avec la montée en puissance des ONG sur la scène internationale, le développement durable passe lui aussi au premier plan. Les deux notions ne vont alors pas tarder à se rapprocher. Déjà en 1992, lors du Sommet de la Terre de Rio, le dixième principe demande très clairement que la participation du public, pour les décisions qui concernent son environnement, soit facilitée : « La meilleure façon de traiter les questions d’environnement est d’assurer la participation de tous les citoyens concernés, au niveau qui convient. […] Les États doivent faciliter et encourager la sensibilisation et la participation du public en mettant les informations à la disposition de celui-ci ». Par la suite, cette association entre développement durable et processus participatif ne va faire que se propager aux politiques du monde entier pour s’appliquer tant au niveau international que local. Aujourd’hui, même si la mise en place de ces dispositifs participatifs est toujours compliquée, il paraît évident qu’un citoyen doit avoir son mot à dire sur ce qui pourrait influer sur son cadre de vie. Selon Sylvie Brunel, « un des grands mérites du développement durable est d’avoir introduit la démocratie participative, de favoriser la consultation et l’information des opinions publiques ».
Dans ce contexte, la participation serait une des composantes du volet social du développement durable.

#### Écocitoyenneté: participation des habitants aux grands projets, à l'urbanisme et au cadre de vie
La participation en urbanisme qui trouve aujourd'hui son prolongement dans la notion de gouvernance liée au développement durable et solidaire est issu des idées de mai 1968 et notamment celle d'autogestion. Les premières expériences sont nées au travers des luttes urbaines où les habitants s'opposent aux opérations de rénovation, à la destruction de leur quartier pour des opérations immobilières qui ont pour conséquence de les envoyer vivre en périphérie des villes, dans des grands ensembles, des ZUP sans âme et sans commerces ni équipements.
L'une de ces luttes qui fut sans doute la plus populaire à l'époque est celle de l'Alma-gare à Roubaix dès 1964. Les habitants créent alors une association pour résister, non pas à la destruction du coron qu'ils habitent, mais à leur transfert vers une banlieue lointaine. En 1980, ils créent le premier APU (atelier public d'urbanisme) pour étudier avec la commune et l'aménageur (SAEN) leur nouveau quartier. De ce mouvement naîtra celui des ateliers publics d'urbanisme notamment à Créteil. C'est à cette époque qu'apparaît aussi la notion de cadre de vie qui va être souvent ajoutée à celle d'urbanisme notamment dans les « manifestes » pour les élections municipales de la fin des années 1970.
Un certain nombre d'expériences vont se développer aussi pour des opérations de constructions neuves à l'instar des expériences menées par Lucien Kroll en Belgique comme La maison médicale de Woluwe Saint Pierre. Ces opérations sont soutenues à la fois par le Plan Construction, service du ministère de l'Équipement de l'époque et font aussi l'objet d'un suivi, d'une analyse et de publication avec le sociologue Albert Mollet. Parmi ces opérations de construction neuves, il faut citer par exemple la ZAC du mont Hermé de 400 logements à Saint Brice Courcelles près de Reims avec la SA HLM l'Effort rémois (architectes : Humbert Di Legge et Gilles Borderioux, urbaniste : François-Xavier Tassel, paysagiste : Jean-Jacques Dupuy) , l'opération Diapason à Reims, le quartier de Crèche-Lievrauw à Lille… Il faut aussi noter les premières participations des habitants à la réhabilitation de leurs logements : le Petit Séminaire à Marseille, le quartier Prod'homme-Aubepines-Bergeronnette à Dreux, Nantes avec l'OPHLM et le sociologue G. Roy…
La participation va  aussi être expérimentée pour les équipements publics et, à ce titre, suivie par la MIQCP (Mission interministérielle pour la qualité des constructions publiques) Développement durable et participation : deux concepts qui se rejoignent.
Avec la loi du 13 juillet 1991 puis la loi du 2 février 1995, ces expériences vont finalement amener à inclure, dans l'élaboration des documents comme des opérations d'urbanisme, la notion de concertation. L'approche environnementale va quant à elle plus loin en évoquant la notion plus large et aussi plus floue de « gouvernance ». La notion de concertation préalable à une opération d'urbanisme ou à un plan d'urbanisme s'est développée dans le contexte de la décentralisation des pouvoirs aux collectivités locales et aussi celui du développement de l'action des associations du cadre de vie et de la montée de l'écologie politique. Cependant, contrairement aux années 1970 et 1980, cette concertation se résume souvent à une information voire à un dialogue, et non pas à une participation effective des habitants aux opérations les concernant. Il s'agit avant tout de désamorcer les contentieux juridiques qui se sont multipliés depuis ces années et recouvrant pour une part des intérêts personnels en contradiction avec l'intérêt général, notion souveraine en droit public français.
Législation : Elle évolue en France et en Europe en donnant une place plus définie à la participation dans le domaine de l'environnement. Voici chronologiquement quelques grandes étapes historiques de l'évolution de la participation en France:  
1. Loi no 76-629 relative à la protection de la nature, 1976.
2. Loi no 83-630 (dite Bouchardeau) relative à la démocratisation des enquêtes publiques et à la protection de l’environnement, 1983.
3. Déclaration de Rio sur l’environnement et le développement, 1992.
4. Circulaire no 92-7 (dite Bianco) relative à la conduite des grands projets d’infrastructure, 1992.
5. Loi no 95-101 (dite Barnier) relative à la protection de l’environnement, 1995.
6. Loi no 2000-1208 (dite SRU) de solidarité et renouvellement urbain, 2000.
7. Convention (européenne) d’Aarhus, de 1998. En vigueur en 2002 en France.
8. Loi no 2002-276 relative à la démocratie de proximité, 2002.
9. Loi constitutionnelle no 2005-205 (dite Charte de l’environnement), 2005.
10. Loi no 2009-967 (dite Grenelle I) de programmation relative à la mise en œuvre du Grenelle de l’environnement, 2009, puis Loi Grenelle 2

En France, à la suite d'un recours de France nature environnement à propos de la réglementation sur les ICPE, le Conseil constitutionnel a rappelé en 2011 que « Information » n'équivaut pas à « participation » (Annulation par le Conseil constitutionnel des dispositions des articles L. 511-2 et L. 512-7 du code de l'environnement pour non-conformité à la Charte de l'environnement).
En Suède, en cas de conflits rendant difficile ou impossible la concertation ou la participation, il existe un  « Tribunal de l’environnement » pouvant« organiser la discussion entre les parties prenantes informées sous la protection de la justice », dont l'OPECST a suggéré qu'il pourrait d'ailleurs inspirer une autre réforme de l’organisation du droit de l'environnement en France: « Une chambre spéciale au sein des cours administratives d’appel pourrait connaître en première instance des actes administratifs relatifs à l’environnement. Un droit de recours, en cassation, serait alors ouvert devant le Conseil d’Etat, qui pourrait renvoyer le jugement devant la chambre de l’environnement d’une autre cour administrative d’appel. Sur le modèle suédois, le collège des juges pourrait comprendre pour partie, à côté d’un ou deux magistrats garants de la procédure et chargés de diriger les débats, des professionnels formés aux problématiques de l’environnement. »).

## Applications

### Exemple de la cartographie participative

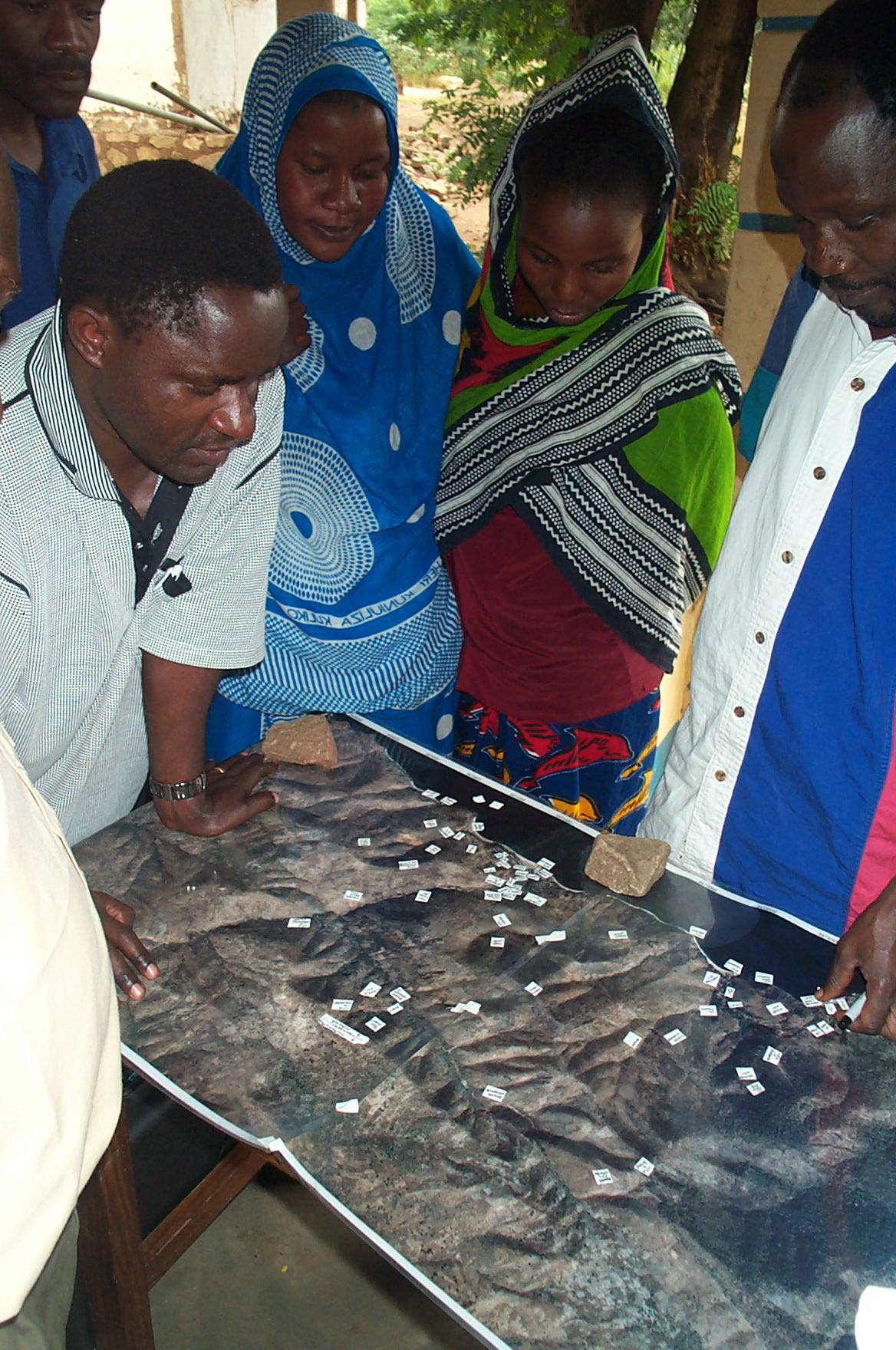
Les Villageois de Mtanga cartographient leur utilisation de l'espace, pendant une réunion organisée par USAID.

Les retombées de mai 1968 et les différentes crises secouant l’Europe dès 1970 ont profondément influencé le désir de citoyens de pouvoir plus amplement influencer les décisions les concernant. Sachant cela, il pourrait être intéressant d’évoquer l’importance croissante du développement de l’usage d’Internet et de la technologie du « crowdmapping » par les individus pour réagir lorsqu’ils sont confrontés à des catastrophes, qu’elles soient naturelles, économiques, sociales ou politiques. Cette technologie permet en effet la création en temps réel de cartes interactives et collaboratives hébergées par un serveur. Ainsi, elle donne la possibilité aux citoyens de se réapproprier leurs expériences, de les localiser et de les partager. Dès lors, « l’agrégation de tous ces témoignages permet une mémoire vivante d’événements souvent cachés par les pouvoirs en place » et « constitue à ce titre un contre-pouvoir citoyen fondé sur l’utilisation des réseaux internet et GSM ».

#### Ushahidi
« Ushahidi », signifiant « témoignage» en swahili, est le premier site internet à avoir utilisé le « crowdmapping » afin de localiser les violences ayant eu lieu au Kenya à la suite des retombées post-électorales au début de l’année 2008. L’idée a émergé de la collaboration entre des journalistes kényans, qui, en ce moment de crise, ont souhaité offrir la possibilité de cartographier ces troubles sociaux par les témoignages de victimes, que ce soit par l’envoi de mails ou de SMS. Ce site qui a fini par attirer environ 45 000 utilisateurs au Kenya a ainsi permis de lancer un pavé dans la mare en démontrant l’utilité d’une plateforme internet mondialement alimentée par des individus pouvant facilement partager leurs histoires. Depuis, l’utilisation du « crowdmapping » s’est généralisée et chacun est libre de créer sa propre carte, que ce soit pour matérialiser des événements socio-politiques (des tentatives d’intimidation et de fraudes électorales en Russie) environnementaux (le séisme en Haïti et au Chili) ou d’autres événements beaucoup plus triviaux : « Ushahidi has been used for election monitoring, crisis and emergency response, civil society, city/community building, arts and even where to find the best burger ». « Ushahidi » représente désormais l’ensemble des individus participant au bon fonctionnement de la plateforme.
En se basant sur l’utilisation des plateformes « open source » comme « SwiftRiver » ou « Crowdmap », pour collecter des informations et les visualiser, « Ushahidi » invite à cartographier les informations générées par des citoyens, par des médias ou des ONG et démontre le pouvoir de l’association de ces témoignages avec des outils de cartographie géographique. De plus, il semble bien que la technologie du « crowdmapping » soit en lien avec la question de la participation. En effet, elle permet aux individus ou aux organisations d’univers sociaux variés de s’exprimer et d’activer des outils à leur portée : « It’s a free and easy way to setup a crowdsourcing map without the hassle of knowing the technical stuff. It’s important because getting a feedback pulse from the ground helps you make better decisions and enhances coordination efforts ».
Cette technologie pourrait donc constituer l’un des outils de mise en place d’une démocratie plus participative en permettant la démocratisation de l’information : « The Ushahidi engine is there for everyday people to let the world know what is happening in their area during a crisis, emergency or other situation. Bringing awareness, linking those in need to those who can assist, and providing the framework for better visualization of information graphically ». En effet, l’une des remarques pouvant être faite à propos de la cartographie participative, permise par des collectifs comme « Ushahidi » et leur utilisation de logiciels « open source », est qu’elle influence grandement le sens dans lequel les informations sont émises, favorisant une approche plus « bottom-up » que « top-down ». Nous retrouvons alors des caractéristiques présentes dans l’étape de la concertation, comme le fait que grâce à une réelle insertion des citoyens (assemblés ou non sous la forme de collectifs), des informations sur l’environnement soient données par ceux qui le pratiquent et permettent à des « experts » d’y apporter des modifications plus contextualisées.

## Réseaux
- Il existe une Association internationale pour la participation publique, dite AIP2, née en 1990 aux États-Unis, et présente en 2011 dans 19 pays, pour « promouvoir la participation publique auprès de particuliers, de gouvernements, d’institutions et d’autres entités dont les activités touchent l’intérêt public, et à améliorer cette pratique dans des pays du monde entier »[43].
- L'Institut de la Concertation, créé en 2008, est un réseau national de professionnels de la concertation et de la participation - praticiens et chercheurs - travaillant dans différents domaines : environnement, urbanisme, sciences et techniques, etc. Institut de la Concertation
- Le groupement d'intérêt scientifique Participation du public, décision, démocratie participative a été créé en 2010 et agrège des chercheurs travaillant en sciences humaines et sociales sur cette thématique. Régulièrement actualisé, son site collaboratif recense les évènements liés à ce champ de recherche, ainsi que de nombreux travaux disponibles en ligne. Participation et démocratie. Il met en ligne le Dictionnaire Critique et Interdisciplinaire de la participation : Dictionnaire de la participation.